# Apotomops
Apotomops is een geslacht van vlinders van de familie bladrollers (Tortricidae).

## Soorten
- A. texasana (Blanchard & Knudson, 1984)
- A. wellingtoniana (Kearfott, 1907)